# بيتي هوشكينغ
بيتي هوشكينغ (بالإنجليزية: Betty Hocking)‏ هي أمينة سر أسترالية، ولدت في 1928.